# Steven Da Costa
Steven Da Costa (* 23. Januar 1997 in Mont-Saint-Martin, Meurthe-et-Moselle) ist ein französischer Kumite-Karateka. Bei den Olympischen Spielen 2020 in Tokio, wo Karate erstmals olympisch war, gewann er in der Gewichtsklasse bis 67 kg die Goldmedaille. Außerdem wurde er einmal Weltmeister und dreimal Europameister und gewann weitere Medaillen bei World Games und Europaspielen.

## Biografie

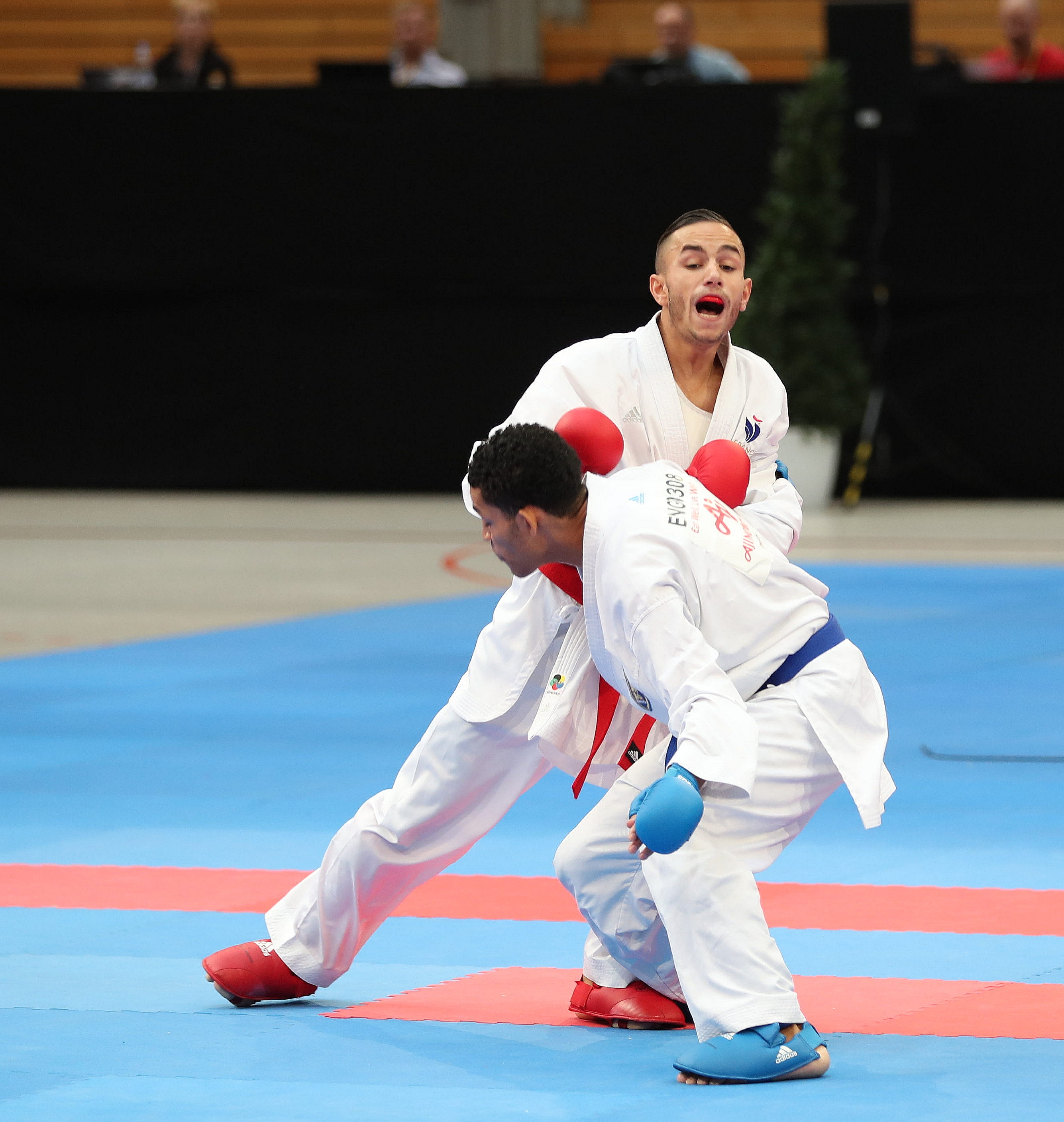
Steven Da Costa (rot) im Rahmen der K1 Premier League in Berlin (2018)

Steven Da Costa, aufgrund seiner Körpergröße auch Petit Prince (kleiner Prinz) genannt, stammt aus Mont-Saint-Martin nahe dem Dreiländereck Frankreich/Belgien/Luxemburg und begann im Alter von vier Jahren mit dem Karate. Sein Zwillingsbruder Jessie sowie sein älterer Bruder Logan betreiben den Sport ebenfalls auf Wettkampfniveau. Vater Michel begann nach seinen Söhnen mit dem Sport und ist mittlerweile als Trainer im heimischen Verein tätig. Neben seiner Kampfsportkarriere erwarb sich Steven Da Costa ein technisches Diplom (Baccalauréat STMG) und arbeitet für die SNCF. Er ist Träger des 3. Dan (Sandan).
Als 14-Jähriger gewann Costa bei der Juniorenweltmeisterschaft in Malaysia in der Klasse bis 57 kg seine erste Bronzemedaille. Zwischen 2012 und 2014 errang er sowohl bei Juniorenweltmeisterschaften als auch bei EKF-Junioreneuropameisterschaften mehrere Titel. Seinen ersten Erfolg in der allgemeinen Klasse bis 67 kg erreichte er 2015 mit einem dritten Platz im Rahmen der Karate1 Premiere League in Almere. Bei den Europaspielen von Baku gewann er im selben Jahr die Silbermedaille. Nach weiteren Erfolgen auf Juniorenebene kürte sich Costa 2016 in Montpellier zum zweifachen Europameister, bei seiner ersten Weltmeisterschaft in Linz erkämpfte er im Einzel und im Team jeweils die Bronzemedaille. Nach Gold bei den World Games in Wrocław und seinen ersten Premier-League-Siegen sicherte er sich 2018 in Madrid seinen ersten Weltmeistertitel. 2019 wurde er erneut Europameister.
Bei den COVID-19-bedingt um ein Jahr nach hinten verlegten Olympischen Spielen von Tokio kürte sich Steven Da Costa 2021 zum ersten Olympiasieger im Karate. Im Nippon Budōkan setzte er sich im Finale mit 5:0 gegen den Türken Eray Şamdan durch. Während der Schlussfeier war er der Fahnenträger seiner Nation.

## Erfolge
Alle Wettkämpfe in der Gewichtsklasse bis 67 kg.
2021
- 1. Platz Weltmeisterschaft in Dubai
- 1. Platz Olympische Sommerspiele 2020 in Tokio
- 1. Platz Karate1 Premier League in Lissabon
- 3. Platz Europameisterschaft in Poreč

2020
- 1. Platz Karate1 Premier League in Dubai
- 1. Platz Karate1 Premier League in Paris

2019
- 1. Platz Europameisterschaft in Guadalajara
- 1. Platz Karate1 Premier League in Dubai
- 1. Platz Karate1 Premier League in Moskau
- 1. Platz Karate1 Premier League in Paris
- 3. Platz Karate1 Premier League in Madrid

2018
- 1. Platz Weltmeisterschaft in Madrid
- 1. Platz Karate1 Premier League in Paris

2017
- 1. Platz World Games in Wrocław
- 1. Platz Karate1 Premier League in Rotterdam
- 2. Platz Europameisterschaft in İzmit im Team

2016
- 1. Platz Europameisterschaft in Montpellier
- 1. Platz Europameisterschaft in Montpellier im Team
- 2. Platz Karate1 Premier League in Rotterdam
- 2. Platz Karate1 Premier League in Salzburg
- 3. Platz Weltmeisterschaft in Linz
- 3. Platz Weltmeisterschaft in Linz im Team

2015
- 1. Platz Europaspiele in Baku
- 3. Platz Karate1 Premier League in Almere